# Eustochus atripennis
Eustochus atripennis är en stekelart som först beskrevs av Curtis 1832.  Eustochus atripennis ingår i släktet Eustochus och familjen dvärgsteklar. Inga underarter finns listade i Catalogue of Life.